# Ruw pad
In de stochastische analyse is een ruw pad een veralgemening van het begrip glad pad, waardoor een robuuste oplossingstheorie kan worden gegeven voor gecontroleerde differentiaalvergelijkingen die worden aangedreven door klassiek onregelmatige signalen, bijvoorbeeld een Wiener-proces. De theorie werd in de jaren negentig van de 20e eeuw ontwikkeld door Terry Lyons.
De ruwe padtheorie is gericht op het vastleggen en nauwkeurig maken van de interacties tussen sterk oscillerende en niet-lineaire systemen. Het bouwt voort op de harmonische analyse van L.C. Young, de geometrische algebra van K.T. Chen, de Lipschitz-functietheorie van H. Whitney en kernideeën van stochastische analyse. 
De concepten en de uniforme schattingen hebben toepassingen in de zuivere en toegepaste wiskunde en daarbuiten. Het biedt een gereedschapskist waarmee men met relatief gemak veel klassieke resultaten in stochastische analyse kan verkrijgen (zoals de stelling van Wong-Zakai, de ondersteuningsstelling van Stroock-Varadhan, de constructie van stochastische stromen, enz.) zonder gebruik te maken van specifieke probabilistische eigenschappen zoals de martingaaleigenschap of voorspelbaarheid. De theorie breidt Itô's theorie over SDE's ook uit tot ver buiten de semimartingale context. 
In de kern van deze tak van de wiskunde is het de uitdaging om een vloeiend maar potentieel zeer oscillerend en multidimensionaal pad te beschrijven {\displaystyle x_{t}} zodat het effect ervan op een niet-lineair dynamisch systeem {\displaystyle \mathrm {d} y_{t}=f(y_{t})\,\mathrm {d} x_{t},y_{0}=a} nauwkeurig voorspeld kan worden. De Signatuur is een homomorfisme van de monoïde van paden (onder aaneenschakeling) naar de groepsachtige elementen van de vrije tensoralgebra. Het biedt een gegradueerde samenvatting van het pad {\displaystyle x}. Deze niet-commutatieve transformatie is trouw voor paden tot aan geschikte nulmodificaties. Deze gegradueerde samenvattingen of kenmerken van een pad vormen de kern van de definitie van een ruw pad; lokaal nemen ze de noodzaak weg om naar de fijne structuur van het pad te kijken. 
De stelling van Taylor legt uit hoe elke vloeiende functie lokaal kan worden uitgedrukt als een lineaire combinatie van bepaalde speciale functies (monomialen gebaseerd op dat punt). Gecoördineerde herhaalde integralen (termen van de signatuur) vormen een subtielere algebra van kenmerken die een stroom of pad op een analoge manier kunnen beschrijven; ze maken een definitie van ruw pad mogelijk en vormen een natuurlijke lineaire "basis" voor continue functies op paden.
Martin Hairer gebruikte ruwe paden om een robuuste oplossingstheorie voor de KPZ-vergelijking te geven. Vervolgens stelde hij een veralgemening voor die bekendstaat als de theorie van regulariteitsstructuren, waarvoor hij in 2014 een Fieldsmedaille ontving.

## Motivatie
De ruwe padtheorie heeft tot doel de gecontroleerde differentiaalvergelijking te begrijpen
{\displaystyle \mathrm {d} Y_{t}^{i}=\sum _{j=1}^{d}V_{j}^{i}(Y_{t})\,\mathrm {d} X_{t}^{j}.}
waar de controle, het ononderbroken pad {\displaystyle X_{t}}, waardes heeft gin een Banachruimte. De controle hoeft niet differentieerbaar te zijn, noch van begrensde variatie. Een veel voorkomend voorbeeld van het gecontroleerde pad {\displaystyle X_{t}} is het bemonsteringspad van een Wiener-proces. In dit geval kan de bovengenoemde gecontroleerde differentiaalvergelijking worden geïnterpreteerd als een stochastische differentiaalvergelijking en integratie ten opzichte van "{\displaystyle \mathrm {d} X_{t}^{j}}" kan worden gedefinieerd in de zin van Itô. De Itô-calculus wordt echter gedefinieerd in de zin van {\displaystyle L^{2}} en is met name geen padsgewijze-definitie. Ruwe paden geven een vrijwel zekere padsgewijze definitie van stochastische differentiaalvergelijkingen. De notie van een oplossing in de context van ruwe paden, is goed gesteld in de zin dat als {\displaystyle X(n)_{t}} een reeks vloeiende paden is die convergeren naar {\displaystyle X_{t}} in de {\displaystyle p} -variatiemetriek (hieronder beschreven), en
{\displaystyle \mathrm {d} Y(n)_{t}^{i}=\sum _{j=1}^{d}V_{j}^{i}(Y_{t})\,\mathrm {d} X(n)_{t}^{j};}
{\displaystyle \mathrm {d} Y_{t}^{i}=\sum _{j=1}^{d}V_{j}^{i}(Y_{t})\,\mathrm {d} X_{t}^{j},}
dan convergeert {\displaystyle Y(n)} naar {\displaystyle Y} in de {\displaystyle p} -variatiemetriek. Deze continuïteitseigenschap en de deterministische aard van oplossingen maken het mogelijk om veel resultaten in de stochastische analyse te vereenvoudigen en te versterken, zoals de Large Deviation-theorie van Freidlin-Wentzell en resultaten over stochastische stromingen.
In feite kan de ruwe padtheorie veel verder gaan dan de reikwijdte van de Itô- en Stratonovich-calculus en maakt het mogelijk om betekenis te geven aan differentiaalvergelijkingen die worden aangestuurd door niet-semi-martingale paden, zoals Gaussiaanse processen en Markov-processen.

## Definitie van een ruw pad
Ruwe paden zijn paden die waarden aannemen in de afgebroken vrije tensoralgebra (meer precies: in de vrije nilpotente groep ingebed in de vrije tensoralgebra). Deze sectie gaat hier kort op in. De tensormachten van {\displaystyle \mathbb {R} ^{d}}, aangegeven met {\displaystyle {\big (}\mathbb {R} ^{d}{\big )}^{\otimes n}}, zijn uitgerust met de projectieve norm {\displaystyle \Vert \cdot \Vert } (zie topologisch tensorproduct, merk op dat de ruwe padtheorie in feite werkt voor een meer algemene klasse van normen). Laat {\displaystyle T^{(n)}(\mathbb {R} ^{d})} de afgebroken tensoralgebra zijn
{\displaystyle T^{(n)}(\mathbb {R} ^{d})=\bigoplus _{i=0}^{n}{\big (}\mathbb {R} ^{d}{\big )}^{\otimes i},} waar volgens afspraak {\displaystyle (\mathbb {R} ^{d})^{\otimes 0}\cong \mathbb {R} } .
Laat {\displaystyle \triangle _{0,1}} de simplex {\displaystyle \{(s,t):0\leq s\leq t\leq 1\}} zijn. Laat {\displaystyle p\geq 1}. Laat {\displaystyle \mathbf {X} } en {\displaystyle \mathbf {Y} } continue afbeeldingen zijn en {\displaystyle \triangle _{0,1}\to T^{(\lfloor p\rfloor )}(\mathbb {R} ^{d})} . Laat {\displaystyle \mathbf {X} ^{j}} de projectie zijn van {\displaystyle \mathbf {X} } op {\displaystyle j} -tensoren. Laat {\displaystyle \mathbf {Y} ^{j}} eveneens zo'n projectie zijn. De {\displaystyle p}-variatiemetriek wordt gedefinieerd als
{\displaystyle d_{p}\left(\mathbf {X} ,\mathbf {Y} \right):=\max _{j=1,\ldots ,\lfloor p\rfloor }\sup _{0=t_{0}<t_{1}<\cdots <t_{n}=1}\left(\sum _{i=0}^{n-1}\Vert \mathbf {X} _{t_{i},t_{i+1}}^{j}-\mathbf {Y} _{t_{i},t_{i+1}}^{j}\Vert ^{\frac {p}{j}}\right)^{\frac {j}{p}}}
waar het supremum is genomen over alle eindige partities {\displaystyle \{0=t_{0}<t_{1}<\cdots <t_{n}=1\}} van {\displaystyle [0,1]}.
Een continue functie {\displaystyle \mathbf {X} :\triangle _{0,1}\rightarrow T^{(\lfloor p\rfloor )}(\mathbb {R} ^{d})} is een {\displaystyle p}-meetkundig ruw pad als er een reeks paden bestaat met een eindige totale variatie {\displaystyle X(1),X(2),\ldots } zodat
{\displaystyle \mathbf {X} (n)_{s,t}=\left(1,\int _{s<s_{1}<t}\mathrm {d} X(n)_{s_{1}},\ldots ,\int _{s<s_{1}<\cdots <s_{\lfloor p\rfloor }<t}\,\mathrm {d} X(n)_{s_{1}}\otimes \cdots \otimes \mathrm {d} X(n)_{s_{\lfloor p\rfloor }}\right)}
convergeert in de {\displaystyle p}-variatiemetriek naar {\displaystyle \mathbf {X} }, als {\displaystyle n\rightarrow \infty }.